# Hannes Delcroix
Hannes Delcroix (Petite-Rivière-de-l'Artibonite, 28 febbraio 1999) è un calciatore haitiano naturalizzato belga, difensore del Burnley.

## Carriera

### Club
Cresciuto nel settore giovanile dell'Anderlecht, il 25 gennaio 2017 ha firmato il primo contratto professionistico, di durata triennale. Ha esordito in prima squadra il 5 agosto 2018, nella partita di campionato vinta per 5-2 contro l'Ostenda. Il 12 luglio 2019 viene ceduto in prestito all'RKC Waalwijk, neopromosso in Eredivisie.

### Nazionale
Dopo aver giocato numerose partite con le varie nazionali giovanili belghe, nel 2020 ha esordito in nazionale maggiore.

## Statistiche

### Presenze e reti nei club
Statistiche aggiornate al 14 maggio 2025.
| Stagione          | Squadra           | Campionato        | Campionato | Campionato | Coppe nazionali | Coppe nazionali | Coppe nazionali | Coppe europee | Coppe europee | Coppe europee | Altre coppe | Altre coppe | Altre coppe | Totale | Totale |
| Stagione          | Squadra           | Comp              | Pres       | Reti       | Comp            | Pres            | Reti            | Comp          | Pres          | Reti          | Comp        | Pres        | Reti        | Pres   | Reti   |
| ----------------- | ----------------- | ----------------- | ---------- | ---------- | --------------- | --------------- | --------------- | ------------- | ------------- | ------------- | ----------- | ----------- | ----------- | ------ | ------ |
| 2018-2019         | Anderlecht        | D1                | 1          | 0          | CB              | 0               | 0               | UEL           | 1             | 0             | -           | -           | -           | 2      | 0      |
| 2019-2020         | RKC Waalwijk      | E                 | 23         | 1          | CO              | 1               | 0               | -             | -             | -             | -           | -           | -           | 24     | 1      |
| 2020-2021         | Anderlecht        | D1                | 23         | 0          | CB              | 2               | 0               | -             | -             | -             | -           | -           | -           | 25     | 0      |
| 2021-2022         | Anderlecht        | D1                | 5+5        | 0          | CB              | -               | -               | UECL          | 2             | 1             | -           | -           | -           | 12     | 1      |
| 2022-2023         | Anderlecht        | D1                | 16+1       | 0          | CB              | 2               | 0               | UECL          | 7             | 1             | -           | -           | -           | 26     | 1      |
| ago. 2023         | Anderlecht        | D1                | 1          | 0          | CB              | -               | -               | -             | -             | -             | -           | -           | -           | 1      | 0      |
| Totale Anderlecht | Totale Anderlecht | Totale Anderlecht | 46+6       | 0          |                 | 4               | 0               |               | 10            | 2             |             | -           | -           | 66     | 2      |
| 2023-2024         | Burnley           | PL                | 12         | 0          | FACup+CdL       | 1+2             | 0               | -             | -             | -             | -           | -           | -           | 15     | 0      |
| 2024-gen. 2025    | Burnley           | FLC               | -          | -          | FACup+CdL       | -               | -               | -             | -             | -             | -           | -           | -           | 0      | 0      |
| Totale Burnley    | Totale Burnley    | Totale Burnley    | 12         | 0          |                 | 3               | 0               |               | -             | -             |             | -           | -           | 15     | 0      |
| gen.-giu. 2025    | Swansea City      | FLC               | 12         | 0          | FACup+CdL       | -               | -               | -             | -             | -             | -           | -           | -           | 12     | 0      |
| Totale carriera   | Totale carriera   | Totale carriera   | 99         | 1          |                 | 8               | 0               |               | 10            | 2             |             | -           | -           | 117    | 3      |

### Cronologia presenze e reti in nazionale
| Cronologia completa delle presenze e delle reti in nazionale ― Belgio | Cronologia completa delle presenze e delle reti in nazionale ― Belgio | Cronologia completa delle presenze e delle reti in nazionale ― Belgio | Cronologia completa delle presenze e delle reti in nazionale ― Belgio | Cronologia completa delle presenze e delle reti in nazionale ― Belgio | Cronologia completa delle presenze e delle reti in nazionale ― Belgio | Cronologia completa delle presenze e delle reti in nazionale ― Belgio | Cronologia completa delle presenze e delle reti in nazionale ― Belgio |
| Data                                                                  | Città                                                                 | In casa                                                               | Risultato                                                             | Ospiti                                                                | Competizione                                                          | Reti                                                                  | Note                                                                  |
| --------------------------------------------------------------------- | --------------------------------------------------------------------- | --------------------------------------------------------------------- | --------------------------------------------------------------------- | --------------------------------------------------------------------- | --------------------------------------------------------------------- | --------------------------------------------------------------------- | --------------------------------------------------------------------- |
| 11-11-2020                                                            | Lovanio                                                               | Belgio                                                                | 2 – 1                                                                 | Svizzera                                                              | Amichevole                                                            | -                                                                     | 58’                                                                   |
| Totale                                                                |                                                                       | Presenze                                                              | 1                                                                     |                                                                       | Reti                                                                  | 0                                                                     |                                                                       |